# راتسیتل
راتسیتل (به لاتین: Ratsitl) یک منطقهٔ مسکونی در روسیه است که در داغستان واقع شده‌است.